# Syneresis (taalkunde)
Syneresis of synaeresis is in de taalkunde een vorm van contractie waarbij twee of meer opeenvolgende klinkers worden verenigd tot een enkele diftong. In de nieuwe diftong zijn van beide oorspronkelijke klinkers articulatorische kenmerken terug te vinden. 

## Verwante begrippen
Doordat er bij het samentrekken geen klanken wegvallen, wordt syneresis onderscheiden van andere stijlfiguren zoals syncope, apocope en elisie. Syneresis is nauw verwant aan synalephe. Het tegenovergestelde van syneresis is diëresis.